# República Soviètica del Kuban
La República Soviètica del Kuban (rus: Кубанская Советская Республика) fou un estat proclamat pel bolxevics a la regió del Kuban.
El 13 d'abril de 1918 els bolxevics van controlar Ekaterinodar i van formar la república Soviètica del Kuban sota el cap bolxevic de la regió, Yan Vasilyevich Poluyan. Els grup de cosacs bolxevics del Kuban es va posar al servei d'aquest govern, però els alemanys avançaven pel nord del Caucas i ajudaven als cosacs partidaris de Filimonov, cap militar cosac de la república Popular del Kuban. Aquestos cosacs formaren aliança amb els cosacs del Don que s'havien aliat al seu torn amb els blancs per formar la Unió del Sud-Oest o Unió Don-Caucas. En aquesta situació de greu amenaça els bolxevics d'Ekaterinodar es van unir al soviet de Tuapsé que havia proclamat el març la República Soviètica de la Mar Negra i el 30 de maig es formava la República Soviètica del Kuban-Mar Negre (rus: Кубано-Черноморская Советская Республика).